# Telenassa omosis
Telenassa omosis är en fjärilsart som beskrevs av Dyar 1913. Telenassa omosis ingår i släktet Telenassa och familjen praktfjärilar. Inga underarter finns listade i Catalogue of Life.